# Biberpfad
Der Biberpfad am Rhein ist ein 2,5 km langer Wanderweg in Form eines Themenweges an der Flusslandschaft des Rheins, im Grossraum Zürich.
Für den Biberpfad ist entweder Tössegg oder Rüdlingen Ausgangspunkt. Der Weg führt dann am Ufer des Rheins entlang. Auf dem Biberpfad sind 10 Lerntafeln aufgestellt, die über die Biber erzählen.
Die Wanderung dauert ungefähr 2 Stunden. Der Weg kann je nach Ausgangs-/Zielpunkt mit der S-Bahn oder mit dem Postauto von Zürich aus erreicht werden.
Der Biberpfad wurde vom WWF im Dezember 2006 zum Schutz der Biber erstellt.